# 湯暄
湯暄（？—？），號惺中，四川潼川州人，明末清初官员。

## 生平
崇祯六年（1633年）癸酉科四川乡试舉人，崇禎十三年（1640年）庚辰科進士，通政司观政。

## 家族
父湯鳳階，巩昌府知府。